# Francesc de Carreras
Francesc de Carreras Serra (Barcelona, 1943) es un jurista y articulista español, catedrático de Derecho Constitucional en la Universidad Autónoma de Barcelona.

## Biografía
Nació en Barcelona en 1943. Es hijo del abogado ampurdanés Narciso de Carreras, quien fue estrecho colaborador del Régimen franquista y presidente del Futbol Club Barcelona en 1969 y de la Caixa en 1972. Perteneciente a la oposición al franquismo, Francesc de Carreras entró a militar en el Partido Socialista Unificado de Cataluña (PSUC) en 1967. Tras el restablecimiento de la democracia, consideró que el PSUC derivaba hacia el nacionalismo al integrarse en Iniciativa per Catalunya y abandonó la formación en 1986.
Trabajó como experto jurista para la Generalidad de Cataluña, a través del Consejo Consultivo de la Generalidad entre los años 1981 y 1998, y ha colaborado en diarios como El País, El Periódico de Cataluña y La Vanguardia. Miembro del consejo de redacción de diversas revistas científicas: Revista Española de Derecho Constitucional, Revista de Estudios Políticos, Revista Europea de Derechos Fundamentales, Revista de Derecho Constitucional Europeo y Revista Catalana de Dret Públic.[cita requerida]

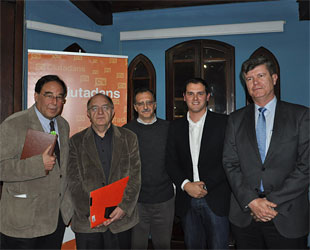
Fotografiado en 2012 (el primero por la izquierda)

Fue secretario general de la Universidad Autónoma de Barcelona (1980-1981) y director del Departamento de Ciencia Política y Derecho Público en la Facultad de Derecho de la dicha universidad (2001-2004).
Su actitud crítica hacia, según él, la deriva nacionalista de los grandes partidos catalanes de izquierdas, tanto el antiguo PSUC como el Partido de los Socialistas de Cataluña (PSC), le llevó a participar en diversas iniciativas cívicas y políticas contrarias el nacionalismo catalán.
A finales de 1996, intervino activamente en la constitución y el despliegue del Foro Babel junto con otros intelectuales como Félix Pérez Romera, Miguel Riera, o José Ribas.
La actividad del foro, cuyo documento fundacional fue un artículo publicado en febrero de 1997, se artículo básicamente a través de sus dos manifiestos (17 de abril de 1997 y 20 de junio de 1998), artículos de diario y posicionamientos públicos. Se centró en defender su concepto de bilingüismo en Cataluña, advertir contra la utilización política —por parte de los nacionalistas catalanes de la lengua y la cultura catalanas, señalar la complicidad de los partidos de izquierda en la extensión de la hegemonía nacionalista y plantear la necesidad de un nuevo modelo de ciudadanía, incluyente y flexible, capaz de integrar armónicamente el catalán y el castellano en el espacio público catalán. Por este liderazgo al frente de Foro Babel, y en reconocimiento a su compromiso cívico españolista, Francesc de Carreras fue galardonado en 1998 con el IV Premio a la Tolerancia de la Asociación por la Tolerancia de Barcelona.
Con la entrada de Pasqual Maragall en la Generalidad, en 2003, al frente de una coalición tripartita entre PSC, ICV y ERC, la clase política catalana se marcó como objetivo principal la reforma del Estatuto de Autonomía de Cataluña. Se unió a un grupo de intelectuales entre los que se encontraban Arcadi Espada, Albert Boadella, Félix Ovejero, Félix de Azúa o Iván Tubau en el llamado Manifiesto por un nuevo partido político que, presentado el 7 de junio de 2005, clamaba por la creación un partido no nacionalista que resolviera el «déficit democrático» de representación padecido por los catalanes ajenos o contrarios al nacionalismo catalán. El manifiesto supuso el inicio de la plataforma —posteriormente asociación— Ciutadans de Catalunya/Ciudadanos de Cataluña en la que Carreras, junto con Espada y Boadella, tuvo un protagonismo determinante. Esta asociación, que defendió el NO en el referéndum estatutario de 2006, fue el germen del partido Ciudadanos-Partido de la Ciudadanía, que se constituyó en julio de 2006. En las primeras elecciones a las que este partido se presentó, las autonómicas catalanas de noviembre de 2006, Francesc de Carreras se integró en un simbólico último puesto (n.º 85) de la lista de Ciudadanos por la provincia de Barcelona , manifestando así su apoyo al proyecto que él había contribuido a impulsar. Ha intervenido en numerosos actos del partido, destacando su participación en el acto de relanzamiento, "Cataluña somos todos", el 31 de octubre de 2009.
El 17 de septiembre de 2017 fue uno de los ocho únicos profesores universitarios catalanes ―entre ellos Félix Ovejero, fundador también de la asociación Ciutadans de Catalunya, y Alberto Reig Tapia― que firmaron el manifiesto Parar el golpe. 500 profesores en defensa de la democracia constitucional, cuyos primeros firmantes eran Fernando Savater y Ángel Viñas y que fue  hecho público diez días después de que la mayoría independentista del Parlamento de Cataluña aprobara entre los días 6 y 7 de septiembre la Ley del referéndum de autodeterminación de Cataluña y la Ley de Transitoriedad que rompían con la legalidad constitucional y estatutaria y que fueron inmediatamente suspendidas (y más tarde anuladas) por el Tribunal Constitucional.  En el manifiesto se exigía al Gobierno de Mariano Rajoy que impidiera «la celebración de un falso “referéndum” ilegítimo e ilegal, poniendo a disposición de la justicia a los responsables de este atropello a la democracia y haciendo que recaiga sobre ellos todo el peso de la ley».
Se dio de baja en Ciudadanos en abril de 2019, justo antes de las elecciones generales, municipales y europeas, por "discrepancias con la estrategia" del partido de negarse a ningún tipo de pacto postelectoral con el PSOE y su posicionamiento derechista.
Fue candidato por el partido Izquierda Española para las elecciones al Parlamento Europeo que se celebraron el 9 de junio de 2024.

## Publicaciones
Autor
- — (1989). Doscents anys de drets humans. Barcelona: Parlament de Catalunya.
- — (1996). El Estado de Derecho como sistema. Madrid: CEC.
- — (2003). Sistema constitucional espanyol. Barcelona: UOC.
- — (2014). Paciencia e independencia: La agenda oculta del nacionalismo. Barcelona: Ariel.[1]
- — (2005). Nación y nacionalidad en la Constitución Española: Posibles consecuencias jurídicas derivadas de la utilización de ambos términos. Archivado desde el original el 20 de julio de 2021. Consultado el 20 de julio de 2021.

Coautor
- — (1999). Foro Babel: el nacionalismo y las lenguas de Cataluña. coautor con Félix de Azúa y Eugenio Trías. Madrid: Áltera.
- — (2010). Leyes Políticas. coautor con Juan Carlos de Gavara de Cara. Aranzadi.
- — (2017). Escucha, Cataluña. Escucha, España. Cuatro voces a favor del entendimiento y contra la secesión. coautor con Josep Borrell, Juan José López Burniol y Josep Piqué. Península.[7]